# مذبحة سجن أبو زعبل
مذبحة سجن أبو زعبل وتعرف أيضاً بمذبحة عربة الترحيلات هي عملية قتل جماعي وقعت في يوم الأحد 18 أغسطس 2013، راح ضحيتها 38 سجينًا

## أحداث
قامت قوات الأمن المصرية بإلقاء قنابل غاز علي عربة ترحيلات سجن أبو زعبل التي كان بها 45 سجينًا معظمهم من أنصار الرئيس المصري السابق محمد مرسي، مما أدي لإختناق 38 سجينًا بعد احتجاز 6 ساعات في سيارة الترحيلات، وفي اليوم التالي ظهرت لقطات للجثث أثناء وصولها إلى مشرحة زينهم كانت معظمها منتفخة وقد تلونت الوجوه إما باللون الأحمر أو الأسود

## شهادة الناجين
يقول حسين عبد العال : «اخبرونا علينا سب مرسي كي نخرج. لذا بدأ الأصغر سنًا في توجيه الشتائم له، ولكن الشرطة قالت إنه لا يمكننا الرحيل، ثم أخبرونا أن نطلق على أنفسنا أسماء نساء، ففعل البعض، ولكنهم قالوا: نحن لا نتعامل مع النساء». وإن الحرارة أصبحت لا تطاق. كانوا يقفون على قدم واحد، وبدأ الأكسجين يقل، والناس تصرخ من أجل المساعدة. يقول عبد المعبود: «بدأنا في الطرق على جدران السيارة وبدأنا في الصراخ ولكن دون مجيب، شعرت أنني على وشك الموت. وعندما نظر إلى مقلتي سعد رأيتها وقد بدأت تتسع وبدأ يفقد الوعي. أخذنا نصرخ بأن هناك شخصا يحتضر. أجابونا بأنهم يتمنون موتنا جميعًا».
يقول سيد جبل: «إنهم ظلوا داخل سيارة الترحيلات داخل أسوار سجن أبو زعبل منذ السادسة صباحا وحتى الثالثة عصرا، مشيرا إلى أن أغلب المحتجزين سقطوا ما بين قتيل أو مغمى عليه باستثناء نحو خمسة فقط. بالطبع كان الأكبر سنًا أول من سقط.. وبدأ الآخرون في إحداث ضجيج أعلى وأعلى، بينما كنا نسمع من الخارج المزيد من الضحك ومن الشتائم لمرسي».
يقول عبد المعبود: «بدأنا في الطرق على جدران السيارة وبدأنا في الصراخ ولكن دون مجيب».

## تسريبات قناة الشرق
في ديسمبر 2014 أذاعت قناة الشرق الفضائية تسريبًا صوتيًا جمع بين اللواء عباس كامل، ومساعد وزير الدفاع للشؤون القانونية، اللواء ممدوح شاهين، وحسب ما ورد في التسريب الصوتي؛ طلب عباس كامل من ممدوح شاهين التدخل لدى القضاء من أجل مساعدة أحد الضباط المتهمين في القضية لكونه نجل لواء في الجيش، ووعد شاهين بتسوية هذا الأمر.